# Lille-Raipas
Lille-Raipas (på samiska Unna Ráipásas) är ett berg i Alta kommun i Nordnorge. Berget är 286 meter högt och är en av de punkter på Struves meridianbåge som 2005 blev ett världsarv. I berget har man hittat Europas äldsta fossil.
Nära Lille-Raipas ligger ett annat världsarv: Hällristningarna i Alta.